# Joan Sutherland
Joan Sutherland OM, AC, DBE (Sydney, 7 de novembre de 1926 - Ginebra, 10 d'octubre de 2010) fou una soprano australiana, destacada per la seua contribució en el reviscolament del bel canto que va tenir lloc en els anys 1950 i 1960. Va ser coneguda pel públic com La Stupenda, nom que li van atorgar els seus admiradors venecians després d'una interpretació a La Fenice.

## Primers anys
Joan Sutherland va nàixer a Sydney. Sa mare era una mezzosoprano d'èxit. Va aprendre molt de sa mare, amb la qual solia cantar i escoltar discos. Va assistir al col·legi St Catherine, el més veterà dels col·legis anglicans per a noies de Sydney. En complir els 18 anys, va començar a estudiar cant seriosament. Va fer el seu debut a Austràlia com Dido, a Dido and Aeneas de Purcell, l'any 1952. Prèviament, l'any 1949, havia guanyat la més important competició australiana de cant, la Sun Aria, i s'havia traslladat a Anglaterra per a estudiar a l'Escola d'ôpera del Royal College of Music. L'any 1951, va cantar en l'estrena mundial de Judith d'Eugène Goossens. El seu debut a Europa va tenir lloc com a primera dama de La flauta màgica de Mozart a la Royal Opera House, Covent Garden el 28 d'octubre de 1952. Al novembre del mateix any va donar quatre representacions de Norma de Vincenzo Bellini al mateix escenari, en el paper de Clotilde, amb Maria Callas com Norma.
Durant les primeres passes de la seua carrera, va intentar esdevenir una soprano dramàtica wagneriana, seguint l'exemple de Kirsten Flagstad, a qui considerava la millor cantant de totes les èpoques. El 1953, va cantar el seu primer paper protagonista a la Royal Opera House: Amelia, a Un ballo in maschera. Després va cantar Aïda. També l'any 1953, va cantar en l'estrena de Gloriana, de Benjamin Britten. L'any 1954 va contraure matrimoni amb el pianista i director d'orquestra Richard Bonynge. Ell la va convèncer de concentrar-se en el repertori de bel canto, atesa la seua gran facilitat en les notes altes i la coloratura. De 1954 a 1958 va cantar amb èxit un extens repertori, des de papers de coloratura a papers dramàtics: Eva a Die Meistersinger von Nürnberg, Agathe a Der Freischütz, Desdèmona a Otello, Gilda a Rigoletto, Donna Anna a Don Giovanni i molts altres.
El 1957 va fer el seu debut amb Alcina de Handel, començant una interessant tasca de redescobriment d'òperes oblidades del barroc i del bel canto. El 1958 va cantar el paper de Madame Lidoine en l'estrena anglesa de Dialogues des Carmélites de Francis Poulenc.

## La Stupenda
L'any 1959 va fer-se càrrec del rol protagonista de Lucia di Lammermoor per la Royal Opera House en una producció dirigida per Tullio Serafin, amb direcció escènica de Franco Zeffirelli. Va ser un punt d'inflexió en la carrera de Sutherland, i tot just concloure la famosa escena de la follia va ser reconeguda com una estrella de l'òpera. L'any 1960 va enregistrar l'àlbum The Art of the Prima Donna, que encara avui és un dels discos d'òpera més recomanables. Aquest àlbum, que conté un recull d'àries de coloratura, mostra la jove Sutherland en plena possessió de les seues facultats, a l'inici de la seua carrera internacional.
L'any 1960 Sutherland ja era reconeguda com un miracle vocal vivent i com una gran diva. Va cantar Lucia amb enorme èxit a París i, el 1961, a La Scala i al Metropolitan Opera. El mateix any va cantar una superba Alcina a La Fenice de Venècia, on va ser anomenada La Stupenda, sobrenom amb el que ben aviat va ser coneguda arreu del món. També va cantar Alcina a l'Òpera de Dallas, fent així el seu debut americà aquest mateix any.
Joan Sutherland va anar afegint les més grans heroïnes del bel canto al seu repertori: Violetta (La Traviata), Amina (La sonnambula) i Elvira (I puritani) l'any 1960; Beatrice di Tenda el 1961; Marguerite de Valois (Les Huguenots) i Semiramide el 1962; Norma i Cleopatra (Giulio Cesare) el 1963. Més tard va afegir Marie (La fille du régiment), que va esdevenir una de les seues creacions més admirades a causa de la seua perfecta coloratura i vivaç i divertida interpretació.
Durant la dècada del 1970 la veu va fer-se més expressiva i va millorar la dicció. Aleshores, va afegir papers dramàtics com Maria Stuarda i Lucrezia Borgia de Donizetti, i la dificilíssima Esclarmonde de Jules Massenet. Fins i tot va enregistrar una reeixida Turandot l'any 1972, tot i que mai no va interpretar el personatge en escena.
Els seus primers enregistraments mostren una veu cristal·lina i una excel·lent dicció. Tanmateix, a principis dels anys 1960, la seua veu va perdre un poc de claredat en el registre mitjà, i sovint va ser atacada per la seua pobra dicció. S'ha atribuït aquest fet a una operació quirúrgica de sinus nasals a què va ser sotmesa l'any 1959, immediatament després de la seua reeixida Lucia al Covent Garden. De fet, el seu primer enregistrament comercial de l'escena final de Lucia revela que la veu i la dicció eren més clares que després de l'operació. Sembla, tot i això, que va saber reaccionar a les crítiques: la seua dicció va millorar significativament i va poder continuar emocionant i deixant bocabadat el públic d'arreu del món.
A finals de la dècada del 1970 la veu de Sutherland va començar a declinar. Tanmateix, gràcies a la flexibilitat vocal i la tècnica portentosa, va continuar cantant els papers més difícils amb increïble destresa. Durant la dècada del 1980, va afegir al seu repertori els papers d'Anna Bolena, Amelia de I masnadieri i Adriana Lecouvreur. La seua darrera interpretació va ser com Marguerite de Valois (Les Huguenots) l'any 1990, a l'edat de 64 anys. Tanmateix, la seu darrera aparició als escenaris va tenir lloc en una gala amb ocasió de la interpretació de Die Fledermaus el cap d'any de 1990, al Covent Garden, amb els seus amics Luciano Pavarotti i Marilyn Horne.

## Distincions i premis

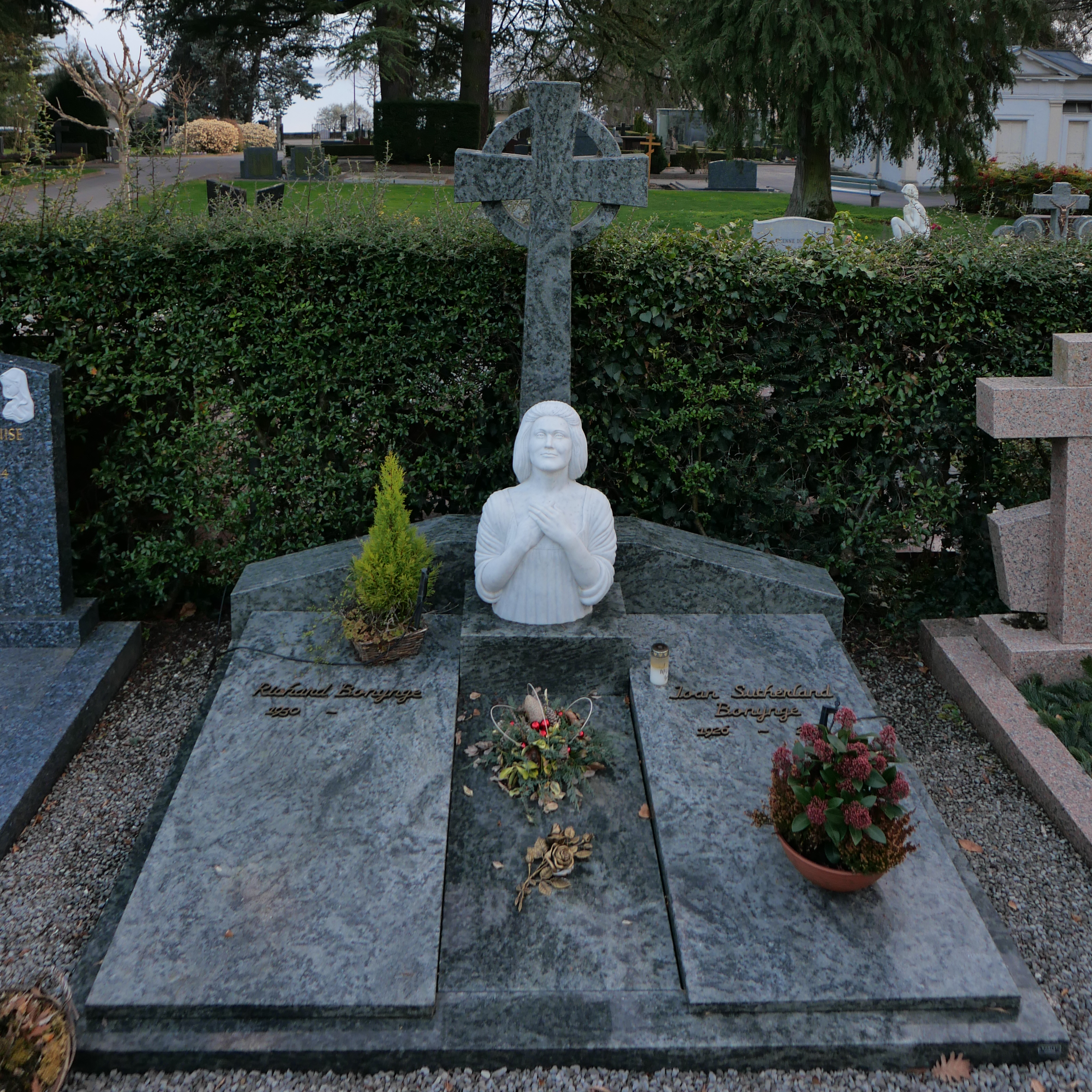
La tomba de Sutherland (dreta) amb un bust seu al cementiri de Clarens VD al cantó suís de Vaud amb el llac de Ginebra al fons. A l'esquerra hi ha el futur lloc de descans final del seu vidu.

Al llarg de la seua carrera i després de retirar-se, Sutherland va rebre molts premis i distincions. L'any 1961 va ser nomenada comandant de l'Orde de l'Imperi Britànic. El 30 de desembre de 1978 va ser nomenada dama del mateix orde. El 9 de juny de 1975 va ser nomenada "companion" de l'Orde d'Austràlia. El 29 de novembre de 1991, la reina Isabel II d'Anglaterra li va atorgar l'Orde del Mèrit, un dels més alts honors britànics, competència personal de la reina.
L'any 2004 va rebre el "Kennedy Center Honour" a la seua excel·lent trajectòria artística. Joan Sutherland col·laborà en nombrosos concursos internacionals de cant i fou patrona de la famosa BBC Cardiff Singer of the World competition. Va fer molts enregistraments en estudi, la majoria per a la companyia Decca/London.

## Enregistraments destacats
Vincenzo Bellini
- Beatrice di Tenda — Joan Sutherland (Beatrice), Luciano Pavarotti (Orombello), Cornelius Opthof (Filippo), Josephine Veasey (Agnese), Joseph Ward (Anichino/Rizzardo), Ambrosian Opera Chorus, Orquestra Simfònica de Londres, Richard Bonynge - Decca
- I Puritani — Joan Sutherland (Elvira), Pierre Duval (Arturo), Renato Capecchi (Riccardo), Ezio Flagello (Giorgio), Giovanni Fioiani (Gualtiero), Margreta Elkins (Enrichetta), Piero de Palma (Bruno), Coro e Orchestra del Maggio Musicale Fiorentino, Richard Bonynge (director) - enregistrat l'any 1963 – Decca 448 969-2 / Decca 467 789-2 (part of a 10-CD set) / London POCL 3965-7
- I Puritani-Joan Sutherland (Elvira), Luciano Pavarotti (Arturo), Piero Cappuccill (Riccardo), Nicolai Ghiaurov (Giorgio), Giancarlo Luccardi (Gualtiero), Anita Caminada (Enrichetta), Renato Cazzaniga (Bruno), Chorus of the Royal Opera, Covent Garden, Orquestra Simfònica de Londres-Richard Bonynge, enregistrat l'any 1973-DECCA
- La sonnambula — Joan Sutherland (Amina), Nicola Monti (Elvino), Fernando Corena (Rodolfo), Sylvia Stahlman (Lisa), Margreta Elkins (Teresa), Angelo Mercuriali (Notary), Giovanni Fioiani (Alessio), Cor i Orqquestra del Maggio Musicale Fiorentino, Richard Bonynge enregistrat l'any 1962 – Decca 00289 448 9662 6 / 000320702 / 455 823-2 — Talls Arxivat 2007-11-11 a Wayback Machine.
- La sonnambula-Joan Sutherland (Amina), Luciano Pavarotti (Elvino), Nicolai Ghiaurov (Rodolfo), Isobel Buchanan (Lisa), Della Jones (Teresa), Piero De Palma (Notaro), John Tomlinson (Alessio), National Philharmonic Orchestra, London Opera Chorus, Richard Bonynge enregistrat l'any 1980 – Decca
- Norma — Joan Sutherland (Norma), Marilyn Horne (Adalgisa), John Alexander (Pollione), Richard Cross (Oroveso), Yvonne Minton (Clotilde), Joseph Ward (Flavio), The London Symphony Orchesta and Chorus, Richard Bonynge, enregistrat l'any 1964-DECCA
- Norma — Joan Sutherland (Norma), Margreta Elkins (Adalgisa), Ronald Stevens (Pollione), Clifford Grant (Oroveso), Etela Piha (Clotilde), Trevor Brown (Flavio), The Opera Australia Chorus, The Elizabethan Sydney Orchestra, Richard Bonynge, enregistrat l'any 1978 – DVD Arthaus Musik 100 180
- Norma — Joan Sutherland (Norma), Montserrat Caballé (Adalgisa), Luciano Pavarotti (Pollione), Samuel Ramey (Oroveso), Diana Montague (Clotilde), Kim Begley (Flavio), Orquesta i Cor de l'Òpera Nacional de Gal·les, Richard Bonynge, enregistrat l'any 1984-DECCA

Georges Bizet
- Carmen - Regina Resnik (Carmen), Mario del Monaco (Don José), Joan Sutherland (Michaela), Tom Krause (Escamilio), Georgette Spanellys (Frasquita), Yvonne Minton (Mercedes), Robert Geay (Zúñiga), Jean Prudent (Le Dancaire), Alfred Hallet (Le Remendado), Claude Cales (Morales)

Giovanni Bononcini
- Griselda — Lauris Elms (Griselda), Joan Sutherland (Ernesto), Monica Sinclair (Gualtiero), Margreta Elkins (Almirena), Spiro Malas (Rambaldo), Ambrosian Opera Chorus, Orquestra Filharmònica de Londres, Richard Bonynge, enregistrat l'any 1967. Decca 448 977-2 (conjuntament amb Montezuma)

Léo Delibes
- Lakmé-Joan Sutherland (Lakmé), Gabriel Bacquier (Nilakantha), Jane Berbié (Malika), Émile Belcourt (Hadji), Alain Vanzo (Gérald), Cor de l'Òpera de Montecarlo, Orchestre National de l'Opéra de Monte-Carlo, Richard Bonynge, enregistrat l'any 1968-Decca Records.

Gaetano Donizetti
- Emilia di Liverpool (fragments) / Lucia di Lammermoor (fragments) — Joan Sutherland (Lucia), Margreta Elkins (Alisa), Joao Gibin (Edgardo), Tullio Serafin (director). enregistrat el 26 de febrer de 1959 – Myto Records MCD 91545 (Probablement són els fragments de l'enregistrament de Melodram recording.)
- Lucia di Lammermoor — Joan Sutherland (Lucia), João Gibin (Edgardo), John Shaw (Enrico), Joseph Rouleau (Raimondo), Kenneth MacDonald (Arturo), Margreta Elkins (Alisa), Robert Bowman (Normanno), Chorus & Orchestra of the Royal Opera House, Covent Garden, Tullio Serafin, enregistrat l'any 1959 – Golden Melodram GM 50024 o Giuseppe di Stefano GDS 21017 o Bella Voce BLV 107 218 (fragments cèlebres). 2006: Royal Opera House Heritage Series ROHS 002.
- Lucia di Lammermoor — Joan Sutherland (Lucia), André Turp (Edgardo), John Shaw (Enrico), Joseph Rouleau (Raimondo), Kenneth MacDonald (Arturo), Margreta Elkins (Alisa), Edgar Evans (Normanno), Chorus & Orchestra of the Royal Opera House, Covent Garden, John Pritchard, enregistrat l'any 1961 - Celestial Audio CA 345
- Lucrezia Borgia — Joan Sutherland (Lucrezia Borgia), Ronald Stevens (Gennaro), Margreta Elkins (Maffio Orsini), Richard Allman (Don Alfonso), Robin Donald (Jacopo Liveretto), Lyndon Terracini (Don Apostolo Gazella), Gregory Yurisich (Ascanio Petrucci), Lamberto Furlan (Oloferno Vitellozzo), Pieter Van der Stolk (Gubetta), Graeme Ewer (Rustighello), John Germain (Astolfo), Neville Grave (Un servo), Eddie Wilden (Un coppiere), Jennifer Bermingham (Principessa Negroni), Australian Opera Chorus, Sydney Elizabethan Orchestra, Richard Bonynge, enregistrat l'any 1977. VHS Video Cassette - Castle Video CV2845 (PAL); Polygram-Vidéo 070 031-3 (SECAM) Polygram 079 261-3 (PAL)
- Maria Stuarda — Joan Sutherland (Maria), Huguette Tourangeau (Elisabeta), Luciano Pavarotti (Leicester), Roger Soyer (Talbot), Margreta Elkins (Anna), James Morris (Cecil), Coro del Teatro Comunale di Bologna, Orchestra del Teatro Comunale di Bologna, Richard Bonynge enregistrat l'any 1975 – Decca 00289 425 4102 / Lyrica LRC 1040/1041 — Talls Arxivat 2007-11-11 a Wayback Machine.

Charles Gounod
- Faust — Joan Sutherland (Marguerite), Franco Corelli (Faust), Nicolai Ghiaurov (Méphistophélès), Robert Massard (Valentin), Margreta Elkins (Siébel), Monica Sinclair (Marthe), Raymond Myers (Wagner), Ambrosian Opera Chorus and Highgate School Choir, Orquestra Simfònica de Londres, Richard Bonynge - conductor – Decca 0289 4705632 4 (2002 release) / 421 240-2 (1991 release) / 467 059-2 / London POCL 3962-4 Track listing and audio samples Arxivat 2007-11-11 a Wayback Machine.

George Frideric Händel
- Alcina — Joan Sutherland (Alcina), Margreta Elkins (Ruggiero), Lauris Elms (Bradamante), Richard Greager (Oronte), Narelle Davidson (Morgana), Ann-Maree McDonald (Oberto), John Wegner (Melisso), Chorus and Orchestra of Australian Opera, Richard Bonynge, enregistrat l'any 1983. Celestial Audio CA 112
- Alcina conjuntament amb Giulio Cesare in Egitto (fragments destacats) — Margreta Elkins (Giulio Cesare), Joan Sutherland (Cleopatra), Marilyn Horne (Cornelia), Monica Sinclair (Tolomeo), Richard Conrad (Sesto), New Symphonic Orchestra of London, Richard Bonynge – Decca 00289 433 7232 / 467063-2 / 467 067-2 — Talls Arxivat 2007-11-11 a Wayback Machine.
- Rodelinda – Alfred Hallett (Grimoaldo), Raimund Herincx (Garibaldo), Joan Sutherland (Rodelinda), Janet Baker (Eduige), Margreta Elkins (Bertarido), Patricia Kern (Unolfo), Chandos Singers, Philomusica Antiqua Orchestra, Charles Farncombe. Una versió en anglès. Enregistrat en viu el 24 de juny de 1959. – Opera D'oro OPD 1189 (2 CDs) or Memories HR 4577-4578 or Living Stage LS 403 35147 (fragments destacats).
- Rodelinda – Joan Sutherland (Rodelinda), Huguette Tourangeau (Bertarido), Eric Tappy (Grimoaldo), Margreta Elkins (Eduige), Cora Canne-Meijer (Unolfo), Pieter Van Den Berg (Garibaldo), Netherlands Chamber Orchestra, Richard Bonynge. enregistrat el 30 de juny de 1973 – Bella Voce BLV 10 7206.

Wolfgang Amadeus Mozart
- Idomeneo — Sergei Baigildin (Idomeneo), Margreta Elkins (Idamante), Henri Wilden (Arbace), Leona Mitchell (Ilia), Joan Sutherland (Elettra), Australian Opera Chorus, Sydney Elizabethan Orchestra, Richard Bonynge, enregistrat l'any 1979. Gala GLH 826 (fragments destacats) i Celestial Audio CA 060 (fragments destacats)
- Don Giovanni - Gottlob Frick (Commendatore), Luigi Alva (Don Ottavio), Graziella Sciutti (Zerlina), Joan Sutherland (Donna Anna), Piero Cappuccilli (Masetto), Elisabeth Schwarzkopf (Donna Elvira), Eberhard Wächter (Don Giovanni), Heinrich Schmidt, Giuseppe Taddei (Leporello), London Philharmonia Orchestra, Carlo Maria Giulini. Enregistrat l'any 1959 - EMI 0724356787353

Jacques Offenbach
- Les Contes d'Hoffmann — Joan Sutherland, Plácido Domingo, Gabriel Bacquier, L'Orchestre de la Suisse Romande, Orchestre du Radio de la Suisse Romande, Pro Arte de Lausanne, Andre Charlet, Richard Bonynge, enregistrament d'estudi realitzat al Victoria Hall, Ginebra, publicat l'any 1976.